# Kāne Milohai
En la mitología hawaiiana, Kāne-milo-hai hace referencia al hermano de Kamohoaliʻi, Pele, Kapo, Nāmaka y Hiʻiaka (entre otros) por Haumea.
Es una figura  muy importante en la historia del viaje de Pele a lo largo de la cadena de islas a Hawaiʻi, y puede ser visto como una contraparte terrestre a su hermano, el tiburón-dios Ka-moho-aliʻi.
La palabra kāne, sola la palabra, significa "hombre", y Kāne es uno de las cuatro mayores deidades hawaiianas, junto con Kanaloa, Kū, y Lono. Como resultado, en ocasiones se confunde con este último. [self-published source?